# Sulgostów
Sulgostów – wieś w Polsce położona w województwie mazowieckim, w powiecie przysuskim, w gminie Klwów. Ma status sołectwa.
| SIMC    | Nazwa     | Rodzaj    |
| ------- | --------- | --------- |
| 0626811 | Jaskółki  | część wsi |
| 0626828 | Łysa Góra | część wsi |
| 0626834 | Winnica   | część wsi |
| 0626840 | Żebrak    | część wsi |

Prywatna wieś szlachecka Suligostów, położona była w drugiej połowie XVI wieku w powiecie radomskim województwa sandomierskiego.
Do 1870 istniała gmina Sulgostów.
W latach 1975–1998 miejscowość administracyjnie należała do województwa radomskiego.
Wierni Kościoła rzymskokatolickiego należą do parafii św. Macieja Apostoła w Klwowie.